# ارین اوتول
ارین اوتول (انگلیسی: Erin O'Toole؛ زادهٔ ۲۲ ژانویهٔ ۱۹۷۳) سیاست‌مدار و نظامی سابق اهل کانادا است که رهبری حزب محافظه‌کار کانادا را بین سال‌های ۲۰۲۰ تا ۲۰۲۲ برعهده داشت. اوتول از سال ۲۰۱۲ نماینده مجلس عوام کانادا از ناحیه دورهام است. اوتول در ۲۳ اوت ۲۰۲۰ با شکست‌دادن پیتر مک‌کی که از بنیانگذاران حزب محافظه‌کار بود، به رهبری این حزب رسید و به رهبر اپوزیسیون دولت جاستین ترودو تبدیل شد و پس از شکست به جاستین ترودو در انتخابات ۲۰۲۲ کانادا، از رهبری حزب کناره گرفت. برنامه‌های او در  جناح میانه‌ی حزب محافظه‌کار قرار می‌گیرد.
اوتول که زاده مونترال است، از سال ۱۹۹۱ تا ۲۰۰۳ در نیروی هوایی سلطنتی کانادا خدمت کرد و در سال ۲۰۱۲ با ورود به پارلمان کانادا به عنوان نماینده مجلس عوام فعالیت سیاسی خود را آغاز کرد. او همچنین مدت کوتاهی از ژانویه تا نوامبر ۲۰۱۵ وزارت امور کهنه‌سربازان کانادا را برعهده داشت.